# Maschinengewehr 34
A Maschinengewehr 34 vagy MG34 egy német gyártmányú léghűtéses, csőhátrasiklással működtetett géppuska volt, melyet 1929-ben teszteltek első ízben, sorozatgyártását 1934-ben kezdték, majd 1936-ban szerelték fel vele az első katonai egységeket. A fegyver  7,92×57 mm Mauser lőszert használt. 
Megjelenésekor az MG 34 a világ legjobb géppuskájának számított. Nagy számban helyezték hadrendbe, miután 1936-ban Adolf Hitler felrúgta a versailles-i békeszerződésben foglalt fegyverkezési tilalmat. Éles helyzetben először a Franco nacionalistáit támogató német katonák használták a spanyol polgárháborúban. Az MG 34 négy lényeges előnnyel bírt más géppuskákhoz képest:
- 1. mozgékonyság: elég könnyű volt ahhoz, hogy egyetlen katona hordozhassa,
- 2. igen magas, 800-900 lövés/perces tűzgyorsaság,
- 3. a fegyverrel lehetőség volt a folyamatos tüzelésre,
- 4. 2000 méteres hatásos lőtávolság.

Tulajdonságait egybevetve, az MG 34 tekinthető a világ első általános rendeltetésű géppuskájának.

## Történet
Az MG34-et elsődleges gyalogsági géppuskaként használták az 1930-as évek alatt, és ez volt a harckocsik és repülőgépek elsődleges védelmi fegyvere. A fegyvert a gyalogságnál az MG42 váltotta fel, de ebből a típusból a háború évei alatt nem tudtak annyit gyártani, hogy az összes MG34-essel felszerelt egység átálljon az új fegyverre. Az MG34-essel váltották le az MG13-as és a többi régebbi géppuskát, de ezek is használatban maradtak a második világháború alatt.
A fegyvert elsődlegesen  Heinrich Vollmer tervezte, a Mauser Werke cégtől, ami alapjául az akkoriban gyártott, Rheinmetall tervezett Solothurn 1930 (MG30) szolgált, amit Svájcban állítottak szolgálatba. A főbb változtatások: a töltő mechanizmust egy sokkal előnyösebb helyre, a závárzat bal részére helyezték, illetve a cső köré burkolatot helyeztek. A működtető mechanizmus változtatásai a tűzgyorsaságot 800 és 900 lövés/percre növelték.
Az új fegyvert szinte azonnal szolgálatba helyezték, elsősorban a katonáknál. Nagy hatással volt a német katonákra, akik a nacionalistákat támogatták a spanyol polgárháborúban. Mindazonáltal, az MG34 igen drága, gyártása időigényes, nagy precizitást igényelt, ezért nem tudták kellő ütemben gyártani. A precíz konstrukció miatt homokos, sáros, havas környezetben hamar meghibásodhatott.
Az MG34-esből más országok is vásároltak, illetve a kínai nacionalista erők lemásolták a fegyvert és használták a második világháború, illetve a kínai polgárháború alatt is.

## Tulajdonságai
Az MG34-hez használtak tárat és hevedert is 7,92 mm-es lőszerrel. A hevederek 50 lőszert tartalmaztak, de előszeretettel alkalmaztak hosszabb hevedereket a hosszan tartó tüzeléshez. Egy 250 lőszert tartalmazó hevedert is használtak a géppuskához, stabil pozícióból történő tüzeléskor, mint például a bunkerek. A lőszeres dobozok 250 lőszert tartalmaztak, öt hevedertagon elhelyezve, amiket összefűzve egy 100, illetve egy 150 lőszeres hevedert lehetett összeállítani. A roham dobtárak 50 lőszert tartalmaztak, vagy használhattak 75 lőszer befogadóképességű dupla-dobtárakat, de ezeknél le kellett cserélni a tető borítást, kifejezetten erre a célra. Ha egy géppuskát átalakítottak 75 lőszeres dobtár használatára, azzal nem lehetett hevederből tüzelni, csak azután, hogy visszaalakították. Minden tárral felszerelt MG34-est gyalogsági használatra bocsátottak 1941-ben, csupán néhány megmaradt darabot használtak páncélozott személyszállító járműveknél.
Mint a legtöbb géppuskánál, a csövet úgy tervezték, hogy könnyen ki lehessen cserélni, elkerülve így a túlmelegedést a folyamatos tüzelésnél.
A könnyű géppuskánál bipodot használtak, aminek a tömege 12,1 kg volt. A közepes géppuskánál tripodot használtak, aminél a könnyebb tömege 6,75 kg volt, a nehezebbé pedig 23,6 kg. A nagyobb tripod, az MG34 Laffette, számos előnyös tulajdonsággal rendelkezett, mint a távcső, és egy speciális célzó berendezés a közvetett tüzeléshez. A megemelt lábak lehetővé tették, hogy a fegyvert légvédelmi eszközként használják, a leeresztett lábak pedig lehetővé tették, hogy „távirányítással” tüzeljenek a fegyverrel, amíg szemből az ellenség tüzel, vagy egy periszkóp segítségével célozzanak, amit a tripodra erősítettek.

### Változatok
MG34/41(MG34S)

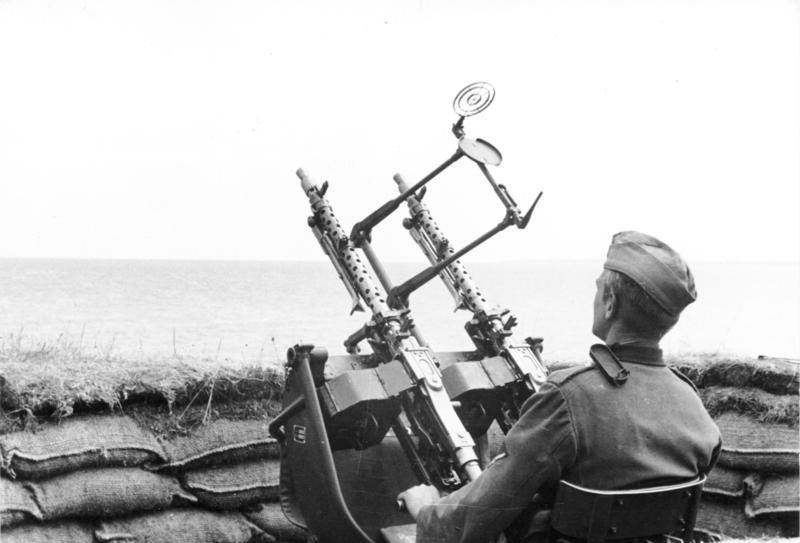
Egy légvédelmi MG34-es ikergéppuska Franciaországban

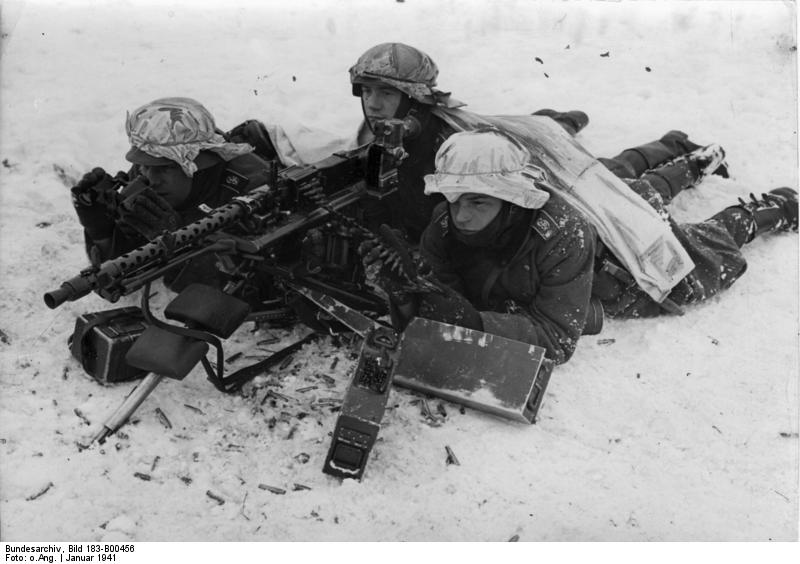
Katonák a német Großdeutschland ezredből egy háromlábú állványra erősített nehéz MG34-sel

Az első harci tapasztalatok után a II. világháború kezdetén bebizonyosodott, hogy a magasabb tűzgyorsaság a lövedékek nagyobb szóródását eredményezi. Az MG34/41 tűzgyorsasága 1200 lövés/perc volt. A tömege 14 kg, némileg nehezebb volt, mint az eredeti MG34. Csak kis számú MG34/41-est gyártottak. Az MG34/41-est a próbákon megverte az MG39/41, amit később az MG42-es lett.
MG34 Panzerlauf
A német harckocsik az MG34 Panzerlauf-t használták, mint másodlagos fegyverzetet a háború alatt. Az MG42 nem felelt meg belső és párhuzamosított géppuskaként a folyamatos csőcsere miatt. A fő különbsége az MG34 Panzerlauf-nak az volt, hogy páncélozott köpeny volt a cső körül, ami sokkal nehezebbé tette és hiányoztak róla a hűtőnyílások is. Amikor beszerelték egy páncélos belsejébe az MG34-est, a puskatus is hiányzott róla. Egy készlet kiegészítőt is tartottak a tank belsejében, hogy vissza tudják alakítani. Ez tartalmazta a puskatust, a bipodot és egy elülső irányzékot.
MG81
Az MG34 egy új repülőgépre szerelt géppuska alapjául is szolgált, az MG81-esnek. Ennél a típusnál a závárzat módosítva volt, hogy bármelyik oldalról tárazható legyen, és egy két puskás verzió is készült, aminél a két fegyvert együtt működtette egy egyszerű ravasz. A fegyver az MG81Z (németül zwilling, vagyis: iker) volt. A fegyver gyártása soha nem volt elég ahhoz, hogy kielégítse valamely használóját, és amíg az MG81 egy hatalmas előrelépés volt a korábbi MG30-ason alapuló MG15 és MG17 géppuskákhoz képest, ezek a fegyverek használatban maradtak a háború végéig.

## Fordítás
- Ez a szócikk részben vagy egészben  a   MG34 című angol Wikipédia-szócikk ezen változatának fordításán alapul.  Az eredeti cikk szerkesztőit annak laptörténete sorolja fel. Ez a jelzés csupán a megfogalmazás eredetét és a szerzői jogokat jelzi, nem szolgál a cikkben szereplő információk forrásmegjelöléseként.